# Bunjūrō Nakayama
Pour les articles homonymes, voir Nakayama (homonymie).
Bunjūrō Nakayama (中山 文十郎, Nakayama Bunjūrō), né le 15 juin 1964, est un écrivain japonais surtout connu pour la création de Mahoromatic.

## Ouvrages
- Ushio to Tora (édition roman) (1993—1995)
- Dōkyūsei (édition roman) (1994—1997)
- Yukina no Negai (1999)
- Mahoromatic (récit) (1999—2004)
- Otone no Naisho (récit) (2004)
- Shina Dark (récit) (2006—2009)[1],[2].
- Shiage ni Tate Ari (Story) (2007—2011)

## Source de la traduction
- (en) Cet article est partiellement ou en totalité issu de l’article de Wikipédia en anglais intitulé « Bunjūrō Nakayama » (voir la liste des auteurs).